# Richard Boyle (4e comte de Shannon)
Pour les articles homonymes, voir Richard Boyle et Boyle.
Richard Boyle, 4e comte de Shannon (12 mai 1809 - 1er août 1868), titré vicomte de Boyle jusqu'en 1842, est un homme politique britannique du parti Whig. Il est député du comté de Cork de 1830 à 1832,. 

## Biographie
Il est le fils de Henry Boyle (3e comte de Shannon) et de son épouse Sarah, fille de John Hyde de Castle Hyde, et de son épouse Sarah Burton. Hyde est un descendant de la famille Hyde de Denchworth dans le Berkshire (aujourd'hui Oxfordshire). 

## Carrière politique
Il est élu député aux Élections générales britanniques de 1830 et réélu aux Élections générales britanniques de 1831. La réforme parlementaire de 1832 augmente le nombre de personnes ayant le droit de vote, en augmentant la taille de l'électorat de 50 à 80% et en permettant à 653 000 hommes adultes (environ un sur cinq) de voter, sur une population d'environ 14 million . Lors des Élections générales britanniques de 1832 qui suivent, le comté de Cork est autorisé à élire deux député au lieu d'un. Richard n'est pas réélu, son siège étant occupé par Feargus O'Connor, un dirigeant du mouvement chartiste, et Garrett Standish Barry. Barry est un catholique romain, le premier élu au Parlement après le Catholic Relief Act 1829 . Le 22 avril 1842, son père meurt et Boyle lui succède. Il n'occupe aucun autre poste politique jusqu'à sa mort,. 

## Famille
Le 28 mai 1832, Lord Shannon épouse Emily Henrietta Seymour à Londres. Elle est une fille de George Seymour-Conway et Isabella Hamilton. Son beau-père est un fils de Francis Seymour-Conway, 1er marquis de Hertford et de son épouse, Isabella Fitzroy.
Ils ont deux fils: 
- Henry Boyle (5e comte de Shannon) (22 novembre 1833 - 8 février 1890).
- Frederick James Boyle (16 septembre 1835 - 10 octobre 1861).